# Distrikt Picsi
Der Distrikt Picsi liegt in der Provinz Chiclayo in der Region Lambayeque im Nordwesten von Peru. Der Distrikt wurde am 12. November 1823 gegründet. Am 29. Januar 1998 wurde der Osten und der Süden des Distrikts abgetrennt und bildet seither die neu gegründeten Distrikte Tumán und Pomalca. Der Distrikt Picsi erstreckt sich über eine Fläche von 56,92 km². Beim Zensus 2017 wurden 12.704 Einwohner gezählt. 10 Jahre zuvor lag die Einwohnerzahl bei 8942. Sitz der Distriktverwaltung ist die 40 m hoch gelegene Stadt Picsi mit 9251 Einwohnern (Stand 2017). Picsi liegt 10 km nordöstlich vom Stadtzentrum der Regions- und Provinzhauptstadt Chiclayo. Neben Picsi gibt es noch den größeren Ort Capote mit 1763 Einwohnern.
Der Distrikt Picsi befindet sich in der Küstenebene von Nordwest-Peru östlich der Großstadt Chiclayo. Der Río Chancay verläuft weiter südlich. Im Distrikt wird bewässerte Landwirtschaft betrieben.
Der Distrikt Picsi grenzt im Südwesten an den Distrikt José Leonardo Ortiz, im Westen an den Distrikt Lambayeque (Provinz Lambayeque), im Norden an die Distrikte Ferreñafe und Manuel Antonio Mesones Muro (beide in der Provinz Ferreñafe), im Osten an den Distrikt Tumán sowie im Süden an den Distrikt Pomalca.